# Deparia concinna
Deparia concinna är en majbräkenväxtart som först beskrevs av Z.R.Wang, och fick sitt nu gällande namn av Masahiro Kato. Deparia concinna ingår i släktet Deparia och familjen Athyriaceae. Inga underarter finns listade.